# 李灿 (化学家)
李灿（1960年1月23日—），男，甘肃永昌人，中国物理化学家。中国科学院大连化学物理研究所研究员、催化基础国家重点实验室主任，国际催化理事会副主席。主要研究领域为光催化。

## 生平
1983年毕业于张掖师专化学系。1989年获中国科学院大连化学物理研究所和日本东京工业大学联合培养博士学位。

## 荣誉
2003年当选为中国科学院院士。2005年当选为第三世界科学院院士。